# Genrikh Struve
Genrikh Vasilievich Struve (também conhecido como Heinrich Struve; em russo:  Генрих Васильевич Струве, Tartu, Império Russo, 10 de julho de 1822 — 28 de março de 1908) foi um químico russo. Foi membro da Academia de Ciências da Rússia.
Em 1845 obteve a graduação na Universidade de Tartu, onde continuou a trabalhar no campo da química até 1849. em 1846, mediante acordo com seu pai Friedrich Georg Wilhelm Struve, passou um mês visitando Jöns Jacob Berzelius, positivamente impressionado com ambos. Em 1849 Struve foi trabalhar no Departamento de Mineralogia em São Petersburgo, onde trabalhou até 1867, quando tornou-se especialista em medicina criminal em Tbilisi, onde usou além da química métodos fotográficos para análise criminal.
Struve casou com Pauline Fuss, filha de Nicolaus Fuss, bisneta de Leonhard Euler.